# Onay (Haute-Saône)

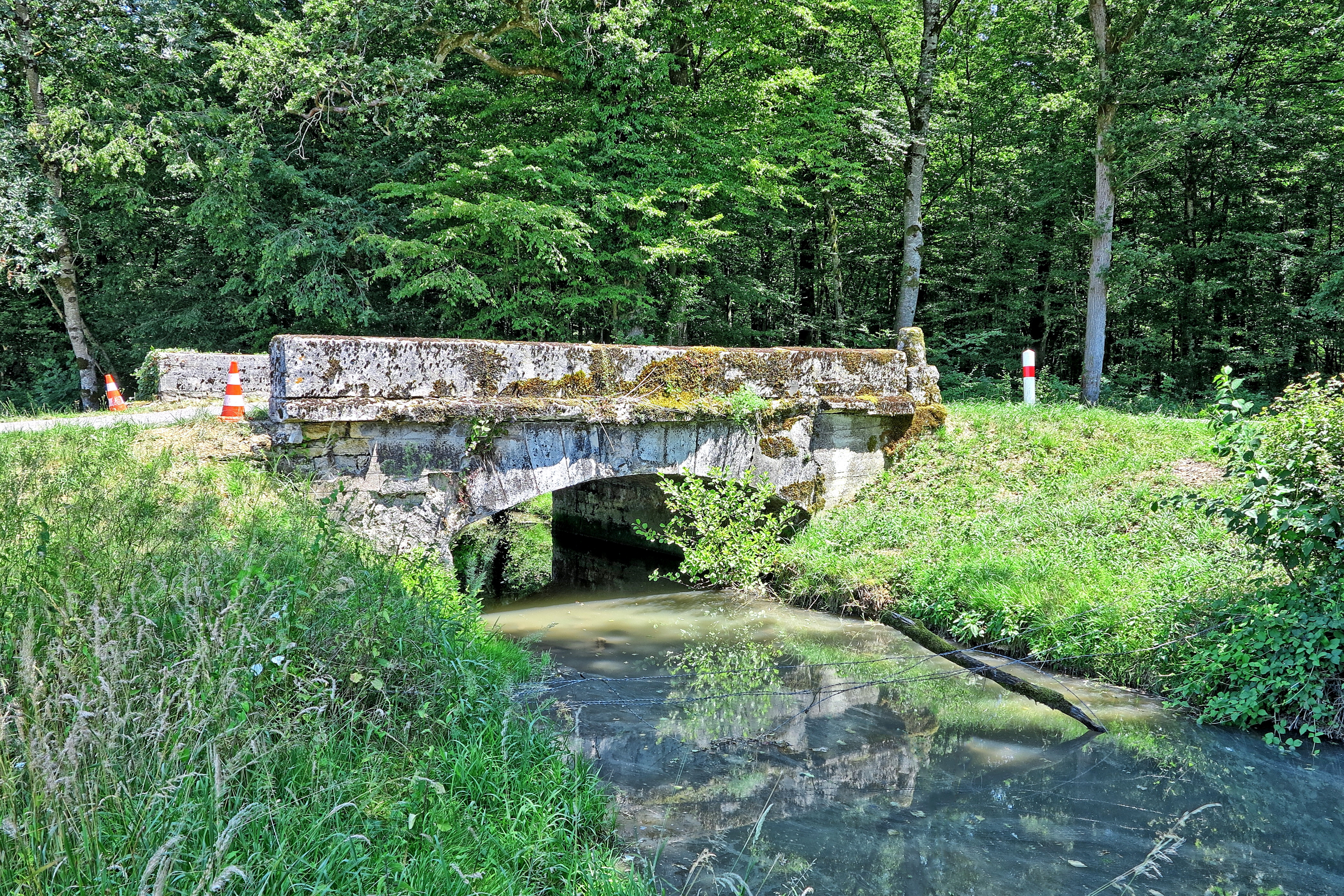
Die Brücke über die Tenise (Onay)

Onay ist eine französische Gemeinde im Département Haute-Saône in der Region Bourgogne-Franche-Comté.

## Geographie
Onay liegt auf einer Höhe von 225 m über dem Meeresspiegel, zehn Kilometer südöstlich von Gray und etwa 30 Kilometer nordwestlich der Stadt Besançon (Luftlinie). Das Dorf erstreckt sich im Südwesten des Départements, in der Ebene von Gray, am Rand der Talniederung der Tenise, am Westrand des Bois de Grilley.
Die Fläche des 6,68 km² großen Gemeindegebiets umfasst einen Abschnitt der leicht gewellten Landschaft zwischen den Talebenen von Saône im Norden und Ognon im Süden. Von Osten nach Westen wird das Gebiet von der Talniederung der Tenise durchquert, welche für die Entwässerung zur Saône sorgt und eine Breite von maximal einem Kilometer aufweist. Flankiert wird das Tal auf beiden Seiten von dem Plateau, das sich westlich der Monts de Gy ausdehnt und durchschnittlich auf 235 m liegt. Es wird durch die Tälchen verschiedener kurzer Seitenbäche der Tenise untergliedert. Das Plateau ist aus Sedimenten des Tertiärs und der Kreidezeit aufgebaut und wird teils landwirtschaftlich genutzt, teils ist es von Wald bestanden. Auf der Anhöhe nördlich des Dorfes wird mit 248 m die höchste Erhebung von Onay erreicht. Im Osten reicht der Gemeindeboden in den Bois de Grilley (bis 245 m). Nach Norden erstreckt er sich in die Waldung der Forêt des Hauts Bois (Gemeindewald von Gray) und bis in das Quellgebiet der Dhuys, eines linken Seitenbachs der Morthe.
Nachbargemeinden von Onay sind Velesmes-Échevanne im Norden, Velloreille-lès-Choye im Osten, Cugney und Venère im Süden sowie Champtonnay und Cresancey im Westen.

## Geschichte
Im Mittelalter gehörte Onay zur Freigrafschaft Burgund und darin zum Gebiet des Bailliage d’Amont. Die Existenz der Herrschaft Onay ist seit 1297 belegt und war damals im Besitz von Clémence de Vienne. Zusammen mit der Franche-Comté gelangte das Dorf mit dem Frieden von Nimwegen 1678 definitiv an Frankreich.

## Sehenswürdigkeiten
Über die Tenise führt eine Steinbrücke, die im 17. Jahrhundert erbaut wurde.

## Bevölkerung
| Jahr                       | 1962 | 1968 | 1975 | 1982 | 1990 | 1999 |
| Einwohner                  | 69   | 67   | 69   | 71   | 69   | 75   |
| Quellen: Cassini und INSEE |      |      |      |      |      |      |

Mit 62 Einwohnern (1. Januar 2022) gehört Onay zu den kleinsten Gemeinden des Département Haute-Saône. Während des gesamten 20. Jahrhunderts bewegte sich die Einwohnerzahl im Bereich zwischen 54 und 97 Personen.

## Wirtschaft und Infrastruktur
Onay war bis weit ins 20. Jahrhundert hinein ein vorwiegend durch die Landwirtschaft (Ackerbau, Obstbau und Viehzucht) und die Forstwirtschaft geprägtes Dorf. Außerhalb des primären Sektors gibt es nur wenige Arbeitsplätze im Dorf. Einige Erwerbstätige sind auch Wegpendler, die in den größeren Ortschaften der Umgebung und in der Agglomeration Besançon ihrer Arbeit nachgehen.
Die Ortschaft liegt abseits der größeren Durchgangsachsen an einer Departementsstraße, die von Velesmes-Échevanne nach Champtonnay führt. Weitere Straßenverbindungen bestehen mit Venère und Cugney.